# Rolf Dahlgrün

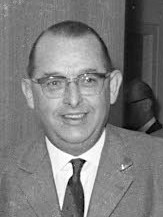
Rolf Dahlgrün (1965)

Rolf Dahlgrün (* 19. Mai 1908 in Hannover; † 19. Dezember 1969 in Hamburg-Harburg) war ein deutscher Politiker (FDP). Von 1962 bis 1966 war er Bundesminister der Finanzen.

## Leben
Nach dem Abitur 1928 absolvierte Dahlgrün ein Studium der Rechtswissenschaft an der Universität Göttingen, welches er 1931 mit dem ersten und 1935 mit dem zweiten Staatsexamen beendete. Er war zunächst als hauptamtlicher Assessor beim Gaujägermeister in Hannover tätig. Seit 1936 war er in leitender Funktion in der Rechtsabteilung der Phoenix-Gummiwerke AG in Hamburg-Harburg. 1937 wurde Dahlgrün bei Robert von Hippel mit der Arbeit Die Jagdwilderei nach § 292 RStGB. in der Fassung des Gesetzes vom 28. Juni 1935. zum Dr. jur. promoviert. Im Zweiten Weltkrieg war er Artillerist und NS-Führungsoffizier.
Er war Mitglied der Freimaurerloge Die Brückenbauer in Hamburg. Kurz vor seinem Tod wurde er 1969 zum Vorsitzenden des Deutschen Fördervereins des World Wildlife Fund gewählt.

## Partei
Dahlgrün trat zum 1. Mai 1933 der NSDAP bei (Mitgliedsnummer 2.957.578). Seit 1949 war er Mitglied der FDP. Von 1962 bis 1966 war er Mitglied des FDP-Bundesvorstands.

## Abgeordneter
Von 1953 bis 1957 war er Mitglied der Hamburgischen Bürgerschaft. Dort war er seit 1954 Vorsitzender des Haushaltsausschusses.
Von 1957 bis 1969 war er Mitglied des Deutschen Bundestages. Er zog jeweils über die Landesliste Hamburg in den Deutschen Bundestag ein. Von 1961 bis zu seiner Berufung zum Bundesfinanzminister war er Vorsitzender des Wirtschaftsausschusses des Bundestages. Außerdem war er Mitglied des Außenhandels-, des Arbeits-, des Vermittlungs- und des Finanzausschusses. Er vertrat gemeinsam mit Gerhard Jahn den Deutschen Bundestag im Klageverfahren des Landes Nordrhein-Westfalen gegen das Gesetz über das Kreditwesen vor dem Bundesverfassungsgericht.

## Öffentliche Ämter

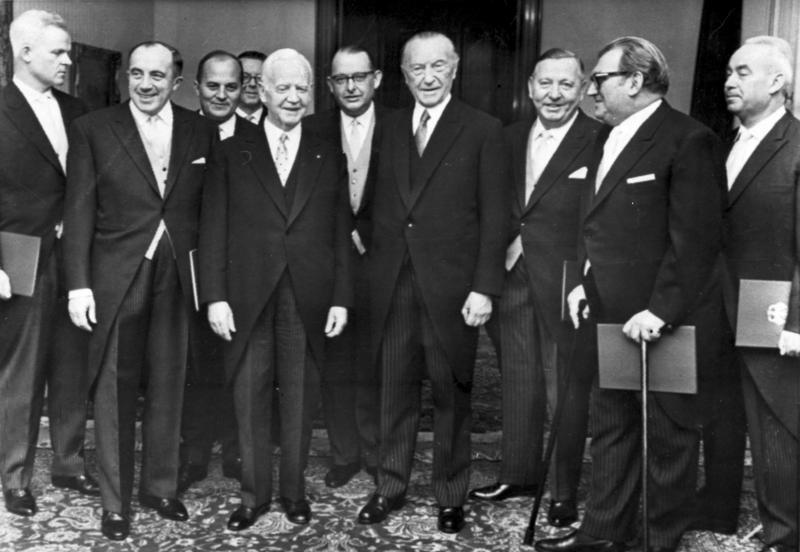
Dahlgrün (Mitte) bei seiner Ernennung zum Finanzminister am 13. Dezember 1962

Am 13. Dezember 1962 wurde er als Bundesminister der Finanzen in die von Bundeskanzler Konrad Adenauer geführte Bundesregierung berufen. Dieses Amt übte er auch unter Bundeskanzler Ludwig Erhard aus. Nach dem Scheitern der Koalition aus CDU/CSU und FDP trat er am 28. Oktober 1966 gemeinsam mit den anderen FDP-Bundesministern zurück.

## Auszeichnungen
1969 erhielt Dahlgrün den Großen Verdienstorden mit Stern und Schulterband des Bundesverdienstordens. Außerdem zeichnete ihn der Deutsche Jagdschutzverband mit der Verdienstnadel in Gold aus.
Nach Rolf Dahlgrün wurde der Dahlgrünring in Hamburg-Wilhelmsburg benannt.
Der Nachlass von Dahlgrün liegt im Archiv des Liberalismus der Friedrich-Naumann-Stiftung für die Freiheit in Gummersbach.

## Kabinette
- Kabinett Adenauer V, Kabinett Erhard I, Kabinett Erhard II